# Ilos (Krater)
Ilos (internationale Bezeichnung: Ilus) ist ein Einschlagkrater mit einem Durchmesser von 90 Kilometern auf Ganymed. Die Benennung erfolgte 1985. Er ist nach Ilos, dem Bruder Ganymeds benannt.